# Királyi puding (South Park)
A Királyi puding (eredeti címén: Royal Pudding) a South Park című amerikai animációs sorozat 212. része (a 15. évad 3. epizódja). Elsőként 2011. május 11-én sugározták az Egyesült Államokban a Comedy Central műsorán. Magyarországon 2011. december 27-én szintén a Comedy Central mutatta be.
Az epizód Vilmos cambridge-i herceg és Kate Middleton esküvőjét figurázza ki, melyben Kanada hercegének menyasszonyát elrabolják az oltárnál, Ike pedig elhatározza, hogy megmenti őt. A rész mindössze 12 nappal az esküvő után került adásba.

## Cselekmény
Mr. Mackey a szájhigiénia fontosságáról szóló darabot próbál az óvodásokkal. Ike játssza a Fogszuvasodást, de nem jelenik meg, mert otthon maradt, hogy a kanadai királyi esküvőt nézze a tévében. Az esküvőn váratlanul megnyílik az apátság teteje, amin keresztül egy sugár hatol be, a hercegnőt körbeveszi egy kocka, és a sugár elrabolja őt. Ike-ot annyira felzaklatja a dolog, hogy képtelen játszani a darabban, ezért Mr. Mackey hazaküldi őt. Ezalatt Kanadában a kétségbeesett emberek tömeges öngyilkosságot követnek el, majd gyertyás virrasztást tartanak, ahol a Rush adja elő a "Candle In The Wind"-et. Kanada miniszterelnöke felszólítja az összes kanadait, hogy nyissák ki a "hit ládáját". Ilyenje minden kanadainak van, és Ike is kinyitja a sajátját. A benne lévő üzenet mindannyiukat az "edmontoni fához" hívja, továbbá tartalmaz még a csomag jelzőfényt, elsősegélykészletet, és egy szendvicset. Ike lovagnak öltözik, és buszra száll. A buszon találkozik Ronda Bobbal, akinek egy zacskót kell viselnie a fején, ugyanis bár az amerikaiak számára teljesen átlagos kanadainak tűnik, a kanadaiak rémesen rusnyának találják.
Mikor megérkeznek, a kanadai fegyveres erők parancsnoka azt mondja az egybegyűlteknek, hogy szerintük "az óriás" rabolta el a hercegnőt. Az óriás nem más, mint Scott, a "pöcs", aki sugárfertőzés miatt nőtt nagyra (igazából csak pár centivel magasabbra, mint a kanadai átlag, de ők azt is hatalmasnak látják). Scott tisztázza magát, erre az összes kanadai fogja és hazamegy, kivéve Ike-ot és Bobot. Scott csatlakozik hozzájuk, mert úgy véli, az inuit őslakosok rabolhatták el a hercegnőt. El is mennek megkeresni őket, ahol fordított rasszizmussal magyarázza meg, hogy az inuitok fajgyűlöletből vetemedtek emberrablásra. Az inuitok váratlanul körbeveszik őket, majd a táborukba viszik mindhármukat, ahol közlik, hogy a hercegnő elrablása már meg volt jósolva. De nem ők rabolták el, hanem egy olyan szörny, ami minden népen élősködik. Egy inuit nő és a gyereke vezetik el őket egy kastélyba, ahol megtalálják a hercegnőt. Kiderül, hogy aki elrabolta őt, nem más, mint a fogszuvasodás. Scottot és az inuit nőt simán félrelöki, de aztán Ike felemeli a zacskót Bob fejéről, és a fogszuvasodás ezt látva kővé válik.
Ezalatt Mr. Mackey fokozatosan egyre ingerültebb lesz, Ike eltűnése miatt. Először Kyle-on kezdi el keresni az öccsét, majd őt veszi be a darabba. A próbák után elkezd dühöngeni, és végül elmondja a gyerekeknek, hogy azért olyan fontos neki ez a darab, mert az ő apja is fogszuvasodásban halt meg. A darab nagy siker lesz végül az ovisok és a nézők körében, de Mr. Mackey továbbra is őrjöng és szidalmazza a gyerekeket a teljesítményükért. Ekkor megjelenik a rendőrség, és közlik vele, hogy leállítják az előadást, mert a fogszuvasodás meghalt. Ike-ot lovaggá üti a kanadai hercegnő, ami Kyle-on kívül nem érdekli a többieket, majd folytatódik az esküvő. Maga a szertartás bizarr hagyományokkal jár együtt, például a hercegnek be kell dugnia a kezét egy hatalmas tál karamellás pudingba, majd a pudingot a hercegnőnek le kell kaparnia a kezéről és a saját arcára kell kennie; ezt követően a herceg letépi az egyik karját, és a "hagyományok szerint" feldugja azt a saját végbelébe.

## Popkulturális utalások
Trey Parker és Matt Stone rémesnek találták a brit királyi esküvő körüli felhajtást, és mivel olyan érdektelennek találták, ezért kanadai környezetbe helyezték. Az óvodások színdarabjának próbáját a "The Book of Mormon" című darabjuk próbái után mintázták. Az inuitok hangját valódi őslakosok kölcsönözték.

## Fordítás
- Ez a szócikk részben vagy egészben  a   Royal Pudding című angol Wikipédia-szócikk ezen változatának fordításán alapul.  Az eredeti cikk szerkesztőit annak laptörténete sorolja fel. Ez a jelzés csupán a megfogalmazás eredetét és a szerzői jogokat jelzi, nem szolgál a cikkben szereplő információk forrásmegjelöléseként.